# Karl Striebeck
Karl Striebeck (* 8. Juli 1904 im Gebiet des späteren Wuppertal; † 2. Mai 1985 in Hamburg) war ein deutscher Schauspieler und Intendant.

## Leben
Nach dem Realgymnasium besuchte Striebeck die Schauspielschule des Deutschen Theaters (Max-Reinhardt-Schule) in Berlin und hatte dort 1923 sein Debüt als Schauspieler an den Reinhardt-Bühnen. Im selben Jahr wurde er Mitglied der GDBA. Danach trat er unter anderem in Wuppertal, Kaiserslautern, Hanau, Neuss und Gladbach-Rheydt auf. Von 1935 bis 1939 war er Schauspieler und Intendant am Stadttheater in Frankfurt an der Oder. Im Anschluss wirkte er bis 1945 am Landestheater in Schneidemühl. Von 1935 bis 1945 gehörte er der Intendantengruppe der Reichstheaterkammer an. 1946 erhielt er ein Engagement an den Märkischen Kammerspielen in Witten, wo er bis 1950 arbeitete. Er gab Gastinszenierungen, unter anderem am Markgräflichen Opernhaus Bayreuth. Zu seinen bedeutendsten Rollen als Schauspieler gehörten bis zu diesem Zeitpunkt die des Hauptmann von Köpenick, Alter Knie (Katharina Knie), Gunderloch (Der fröhliche Weinberg) und Loman (Tod eines Handlungsreisenden).
Ab 1955 wirkte Striebeck zwei Jahre am Nordmärkischen Landestheater Schleswig. Im Anschluss war er am Theater Bremen. Er arbeitete als Schauspieler und Regisseur von 1961 bis 1964 in Münster und danach bis 1971 am Münchener Residenztheater. Boy Gobert holte ihn 1974 an das Hamburger Thalia Theater, wo er noch bis zu seinem Todesjahr 1985 auftrat.
Striebeck arbeitete auch in der Filmbranche, zunächst für die dänische Produktionsgesellschaft Dansk Kulturfilm. In deren Dokumentarfilm Thorvaldsen (1949) wirkte er als Sprecher und im Spielfilm Der kom en dag (1955) übernahm er die Rolle des Standartenführers Funcker. Im selben Jahr war er auch in dem deutschen Spielfilm Kinder, Mütter und ein General zu sehen. Seitdem trat er zeit seines Lebens immer wieder in vorwiegend kleineren Fernsehrollen auf.

## Privates
Striebeck war mit der Schauspielerin Mathilde Zedler verheiratet. Seine Söhne sind Peter und Jochen Striebeck.
Am 2. Mai 1985 verstarb Karl Striebeck über 2 Monate vor seinem 81. Geburtstag in Hamburg.

## Filmografie (Auswahl)
- 1958: Der Tod auf dem Rummelplatz
- 1965: Bernhard Lichtenberg
- 1969: Weh’ dem, der erbt

## Hörspiele
- 1958: Pinch und Patchwork – Regie: Günter Siebert
- 1960: Offene Rechnung – Regie und Sprecher: Gert Westphal
- 1962: Jedereen driägt’n Puckel – Regie: Wolfram Rosemann
- 1963: De deipe Graben – Regie: Wolfram Rosemann
- 1971: Niederlage eines Ungehorsamen oder Der Fall Wolfgang M. – Regie: Diethard Klante
- 1976: Der Flug des Ikarus (3 Teile) – Regie: Otto Kurth
- 1980: Große Erwartungen (3 Teile) – Regie:  Hans Rosenhauer